# Tanjung Miring (Rambang Kuang)
Tanjung Miring is een bestuurslaag in het regentschap Ogan Ilir van de provincie Zuid-Sumatra, Indonesië. Tanjung Miring telt 2624 inwoners (volkstelling 2010).